# Fenilbutazona
La fenilbutazona es el nombre de un medicamento del tipo antiinflamatorio no esteroideo (AINE) derivado de las pirazolonas, indicado para el alivio del dolor crónico, incluyendo los síntomas de la artritis. Su uso es limitado en humanos por razón de efectos adversos severos tales como la supresión de los glóbulos blancos y la anemia aplásica. 

## Farmacología
La fenilbutazona se absorbe con rapidez por vía oral, gastrointestinal y rectal. Se distribuye en el plasma sanguíneo unido en un 98% a proteínas plasmáticas. Penetra los espacios sinoviales y permanece allí hasta 3 semanas después de suspendido el tratamiento. El metabolito activo es la oxifenbutazona y luego se conjuga con el ácido glucurónico del hígado. No se considera droga de elección para ninguna condición y solo debe emplearse cuando otras drogas han fracasado y después de una rigurosa comparación de los riesgos y los beneficios para el paciente. No debe administrarse por más de 1 semana.

## Efectos secundarios
La fenilbutazona retiene sodio y cloro acompañándose de un volumen urinario bajo, causando edema, descompensación cardíaca y edema pulmonar. Se ha demostrado que causa anemia aplásica, agranulocitosis y reacciones alérgicas. Los efectos secundarios más frecuentes que aparecen entre un 10-45% de los casos son náuseas, vómitos y erupciones en la piel. Se han registrado algunos casos de Síndrome de Stevens-Johnson.
Al igual que otros AINEs, la fenilbutazona no debe ser administrada en pacientes con úlcera gástrica, trombocitopenia, trastornos de la coagulación, insuficiencia cardíaca, insuficiencia hepática o insuficiencia renal, hipertensión arterial grave ni síndrome de Sjögren.
Se ha descrito la inducción de parotiditis por parte de la fenilbutazona, pero la conclusión de los autores es que :«La parotiditis inducida por fármacos es una reacción adversa a medicamentos poco frecuente. Según la evidencia cuantitativa y cualitativa obtenida de los informes de casos, los medicamentos asociados con la parotiditis inducida por fármacos incluyen la L-asparaginasa, la clozapina y la fenilbutazona. Muchos otros fármacos se han implicado en el desarrollo de la parotiditis; sin embargo, la evidencia que respalda esta asociación es insuficiente para determinar la causalidad en este momento.
»